# 트릴라 갱
트릴라 갱(1993년 3월 14일 ~)은 대한민국의 가수다. 2017년 싱글 《Freaky》로 데뷔했다.

## 학력
- 마닐라대학교 경영학과 학사

## 방송
- 쇼미더머니 9 (2020) - 1차 예선 탈락
- 쇼미더머니 10 (2021) - Top132
- 방구석 래퍼 (2022) - Top6(4위)

## 음반
- Freaky (2017)
- parafucks (2018)
- COCKY (2019)
- STAY FINE (2021)